# Бёрс, Джанель
Джанель Латрис Бёрс (англ. Janell Latrice Burse; родилась 19 мая 1979 года, Новый Орлеан, штат Луизиана, США) — американская профессиональная баскетболистка, выступавшая в женской национальной баскетбольной ассоциации. Она была выбрана на драфте ВНБА 2001 года во втором раунде под двадцать восьмым номером клубом «Миннесота Линкс». Играла на позиции центровой.

## Ранние годы
Джанель родилась 19 мая 1979 года в городе Новый Орлеан (штат Луизиана) в семье Джимми и Эстер Бёрс, у неё есть сестра, Деаллен, а училась она там же в католической средней школе Редимер-Сетон, в которой выступала за местную баскетбольную команду.